# Keskinen (sjö i Päijänne-Tavastland)
Keskinen är en sjö i Finland. Den ligger i kommunen Heinola i landskapet Päijänne-Tavastland, i den södra delen av landet, 140 km norr om huvudstaden Helsingfors. Keskinen ligger 103,5 meter över havet. I omgivningarna runt Keskinen växer i huvudsak barrskog. Arean är 2,74 kvadratkilometer och strandlinjen är 21,58 kilometer lång. Sjön  ingår i Kymmene älvs huvudavrinningsområde. 